# Elfen Lied
Elfen Lied (エルフェンリート?) es una serie de manga escrita e ilustrada por Lynn Okamoto, cuya adaptación a anime fue dirigida por Mamoru Kanbe. Ambos formatos tratan sobre la especie de diclonius, una mutación del ser humano con cuernos, y su violenta relación con el resto de la humanidad.
La serialización del manga en junio de 2002 en la revista semanal japonesa Young Jump; pocos meses después la editorial Shūeisha emprendió la recopilación y publicación hasta que la historia finalizó en noviembre de 2005, con el duodécimo volumen. La gran aceptación obtenida propició una adaptación a anime, que empezó a ser emitida el 25 de julio de 2004, cuando el manga aún estaba inconcluso; por ello, el argumento de ambos formatos diverge a partir del volumen 7 de la historieta y el episodio 12 de la serie. La producción animada cubre la historia publicada hasta su realización, pero ofrece un desenlace completamente diferente al que se escribiría para el manga un año después. El 21 de abril de 2005, se lanzó una OVA que añade algo más de información al trasfondo pero sin avanzar en el argumento posterior al último episodio, que deja la supervivencia de la protagonista principal a interpretación del espectador.
El nombre Elfen Lied, pronunciado [ˈɛlfən liːt], es alemán y significa 'canción élfica'. Su origen es el lied «Elfenlied» del compositor austriaco Hugo Wolf, basado en el poema homónimo del escritor alemán Eduard Mörike.

## Diclonius
La historia de Elfen Lied presenta una especie ficticia, los diclonius, como una mutación humana con dos pequeños cuernos parecidos a las orejas de un felino. Poseen poderes telequinéticos gracias a sus receptores vectoriales o vectores —como se les suele denominar—, que se asemejan a largos brazos invisibles y son capaces de vibrar a una frecuencia tal que llegan a cortar materiales muy duros, como el metal o la piedra. También disponen de una percepción extrasensorial que les permite sentir la presencia de otros sujetos de su raza.
Los diclonius pueden reproducirse de la forma convencional o infectando a un humano al insertar sus vectores en el cuerpo de este. A partir de entonces, los hijos que conciba esa persona serán diclonius, de una variante llamada silpelit. A diferencia de los diclonius normales, los silpelits solo pueden ser hembras, crecen el doble de rápido que los humanos y son estériles en el sentido habitual, pudiendo reproducirse únicamente a través de sus vectores.
La mayor parte muestra un comportamiento homicida a partir de los tres o cuatro años de edad, presuntamente debido al instinto asesino inherente a su personalidad que se activa durante esa fase de su desarrollo. No obstante, a lo largo de la historia se insinúa la posibilidad de que el carácter de los diclonius no sea parte de su naturaleza, sino resultado de los abusos cometidos en ellos por los humanos, quienes regularmente las discriminan por nacer con cuernos. Justificaciones de la teoría innata son que buena parte de los casos descubiertos de niños diclonius se producen a raíz de que ellos mismos asesinen a sus propios padres, o las declaraciones de Lucy en las que dice que «nació para destruir la raza humana». Por otro lado, la relación entre Lucy y Kōta durante su infancia, el carácter pacífico de Nana o el cambio producido en Mariko al conocer a su padre, sugieren la capacidad de los diclonius de sentir empatía hacia los humanos, habiendo desarrollado sus características sádicas como consecuencia de su interacción con un mundo que los teme y desprecia.
Hacia el desenlace del manga se insinúa que probablemente sea una mezcla de ambas condiciones, ya que se revela que en realidad los diclonius sí desarrollan un instinto asesino que los induce a odiar y exterminar a los humanos, pero depende de ellos obedecerlo o rechazarlo. El caso de Lucy es un buen ejemplo: en su infancia veía estos instintos manifestarse bajo el aspecto de una niña cubierta de vendas que la presionaba a matar humanos, deseo que rechazó hasta que los maltratos y malas experiencias sufridas la hicieron abrazar esta parte suya e iniciar las masacres que la definieron como una asesina inmisericorde. Finalmente, ya en su adolescencia, nuevamente comienza un paulatino rechazo a este aspecto de su personalidad, al encontrar humanos con quienes puede congeniar.

## Argumento
La historia comienza con una joven, llamada Lucy, escapando de unas instalaciones de investigación en una isla cercana a la costa de Kamakura en la prefectura de Kanagawa, Japón. Desarmada y desnuda, a excepción de un casco de metal que oculta sus rasgos, consigue salir del recinto tras desmembrar y asesinar a varios guardias y empleados utilizando una especie de poderes sobrenaturales. Momentos antes de escapar, un francotirador le dispara a la cabeza con un fusil de calibre .50, provocándole una herida leve al partir el casco y descubriendo dos protuberancias óseas, como pequeños cuernos, saliendo de su cabeza; tras esto, la joven cae inconsciente por un acantilado al mar.
A la mañana siguiente, un joven llamado Kouta se traslada a Kamakura para comenzar sus estudios en la universidad. Es recibido por Yuka, su prima, que le permite alojarse en una vieja y abandonada posada (ryokan, en japonés) de su familia a cambio de que la mantenga limpia y cuidada. El pasado de ambos está ensombrecido por las trágicas muertes del padre y la hermana de Kouta cuando eran niños, aunque este no parece recordar las circunstancias exactas del suceso. Kouta y Yuka pasean esa tarde por la playa de Yuigahama, donde encuentran a Lucy. A causa del impacto en la cabeza, esta desarrolla una doble personalidad; a diferencia de la sádica e impasible Lucy, la nueva personalidad es dócil, inofensiva e incapaz de decir otra cosa que Nyu (motivo por el que Kouta y Yuka deciden llamarla así). Sin saber qué hacer con ella, y a pesar de los extraños cuernos de su cabeza, la llevan a la posada para curarle la herida y cuidarla. Mientras tanto, el director Kurama, responsable de los laboratorios de investigación, envía a la unidad de operaciones especiales de la policía japonesa, el SAT, en busca de la diclonius. Bando, un miembro de la unidad especialmente violento e impulsivo, encuentra en la playa a Nyu, que ha huido de la posada después de que Kōta le reprenda por romper un recuerdo de su hermana. Al ser atacada por Bando, la personalidad de Lucy aflora sesgándole el brazo derecho, rompiéndole el izquierdo e hiriéndolo en los ojos. No obstante, no acaba con él al volver a tomar el control la personalidad de Nyu. Mayu, una niña sin hogar que huyó de casa ante los abusos de su padrastro, atiende a Bando evitando que muera desangrado.

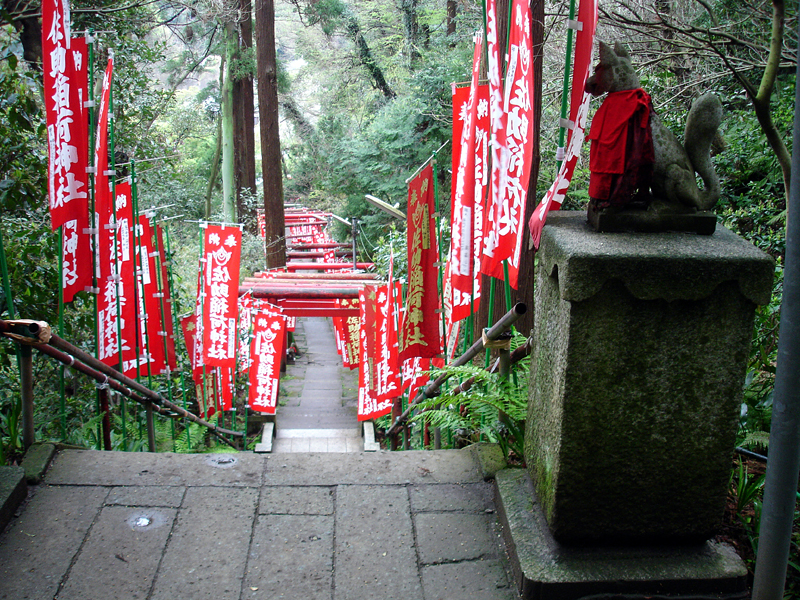
Escaleras al santuario Sasuke Inari de Kamakura.

Ante el fracaso del SAT, Kurama envía en busca de Lucy a Nana, una joven silpelit con una fuerte dependencia hacia él. Cuando ambas diclonius se encuentran, entablan un feroz combate del que Nana sale finalmente derrotada tras ser desmembrada por Lucy ante la presencia de Mayu. Justo antes de que remate a la silpelit, Kurama aparece con refuerzos, consigue ahuyentarla y rescatar a Nana. La personalidad de Lucy es inhibida de nuevo y vuelve a la posada. Kōta y Yuka se la llevan consigo a la universidad para no dejarla sola durante el día. Allí asisten a una clase impartida por el profesor Kakuzawa, relacionado con las instalaciones de investigación, quien reconoce a la diclonius y engaña a los jóvenes haciéndose pasar por un familiar para que la dejen a su recaudo. La intención del profesor es reproducirse con ella y convertirse así en el dirigente de una nueva raza dominante que sustituya a los humanos. Tras contarle sus planes, resurge la personalidad de Lucy, que lo decapita y huye. Kouta, intranquilo, vuelve al despacho de Kakuzawa y se encuentra con Arakawa, una investigadora que colaboraba con este en la creación de una vacuna contra el virus que los diclonius transmiten mediante sus vectores; ambos descubren el cuerpo decapitado de Kakuzawa y la joven aconseja a Kouta que se marche mientras ella se hace cargo de la situación. Sin embargo, es secuestrada por el director Kakuzawa, padre del profesor y principal responsable de las investigaciones con los diclonius, obligándola a trabajar para él. Por otro lado, finalmente Kōta y Yuka encuentran a Nyu cerca del santuario Sasuke Inari y adoptan a Mayu, que se queda a vivir con ellos en la posada.
El director Kurama consigue salvar a Nana y le proporciona unas prótesis que pueda manejar con sus vectores y le permitan desenvolverse. Desobedeciendo a Kakuzawa, que había ordenado la muerte de la silpelit, Kurama le permite marchar de las instalaciones con la esperanza de que pueda tener una vida normal y la promesa de que un día irá a buscarla. Tras encontrarse de nuevo con Mayu, Nana es finalmente admitida en la posada como un miembro más de la familia.

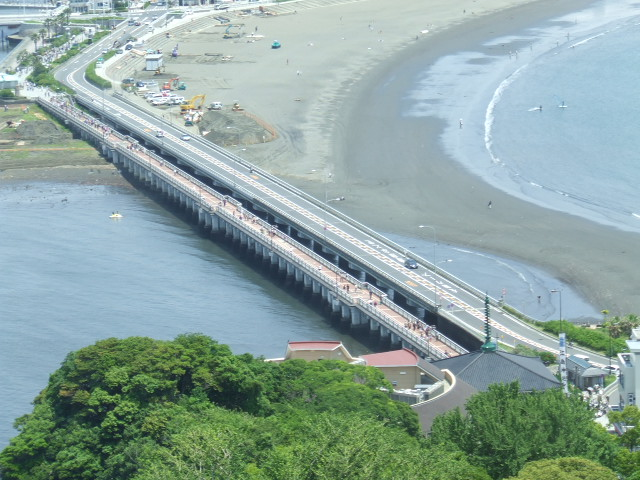
Puente hacia la isla de Enoshima.

El director Kakuzawa, al enterarse de la desobediencia de Kurama, envía a la silpelit más poderosa que tienen recluida en los laboratorios, Mariko, la hija de Kurama que fue concebida tras ser infectado por otra diclonius. En el puente hacia la isla de Enoshima, Mariko y Nana se enfrentan, resultando derrotada esta última, aunque Kurama impide que su hija la mate. Kakuzawa hace detonar en la atmósfera un misil armado con una carga del virus diclonius para infectar a la población de Japón y acelerar su propagación a nivel mundial. Mientras tanto, Mariko y Lucy entablan un combate en el que la silpelit perece y la diclonius pierde ambos cuernos, quedando presuntamente anulada su personalidad.
Tras unos meses, el resultado de la infección a gran escala se revela con la gestación generalizada de bebés que manifiestan las malformaciones típicas de los diclonius. Kakuzawa envía nuevas fuerzas en busca de Lucy para completar su plan de reproducirse con ella y fundar una dinastía gobernante en un mundo futuro sin humanos. Bando, que se había ocultado con Kurama en las playas de Kamakura tras perder este el juicio a causa de la muerte de Mariko, rechaza una primera avanzadilla en la que Nana y Mayu son atacadas. No obstante, encuentra a Nyu y le dispara, resurgiendo la personalidad de Lucy y enfrentándose a él. En el fragor de la batalla, Mayu aparece y trata de detenerlos, mas la joven, impasible ante sus ruegos, le ataca; Bando salva a la niña al interponerse entre ellas pero su cuerpo resulta partido en dos a la altura de su cintura, dándosele por muerto. Aun así, también hiere a Lucy, recuperando el control del cuerpo de la diclonius la personalidad de Nyu.
Poco tiempo después, una nueva oleada de esbirros de Kakuzawa encuentra a los habitantes de la posada y Kōta recibe un disparo al tratar de detenerlos. Al verle herido, Lucy reaparece y masacra a la mayor parte de los intrusos. Al presenciarlo, Kōta recuerda su pasado y cómo la diclonius mató a su padre y a su hermana pequeña. Lucy persigue al resto de extraños, aunque finalmente es reducida y llevada de vuelta a la isla de los laboratorios de investigación. Una vez allí, Kakuzawa le presenta a su hija Anna, convertida en un ser monstruoso y omnisciente mediante el aumento de su capacidad craneal en cientos de veces, y a su propio medio hermano, engendrado por Kakuzawa al violar a la madre de Lucy. Esta, enfurecida, destruye los cimientos de la isla, despedaza a Anna y decapita a los dos varones Kakuzawa. Mientras tanto, Arakawa consigue hallar la vacuna contra el virus diclonius y escapar del lugar en destrucción.

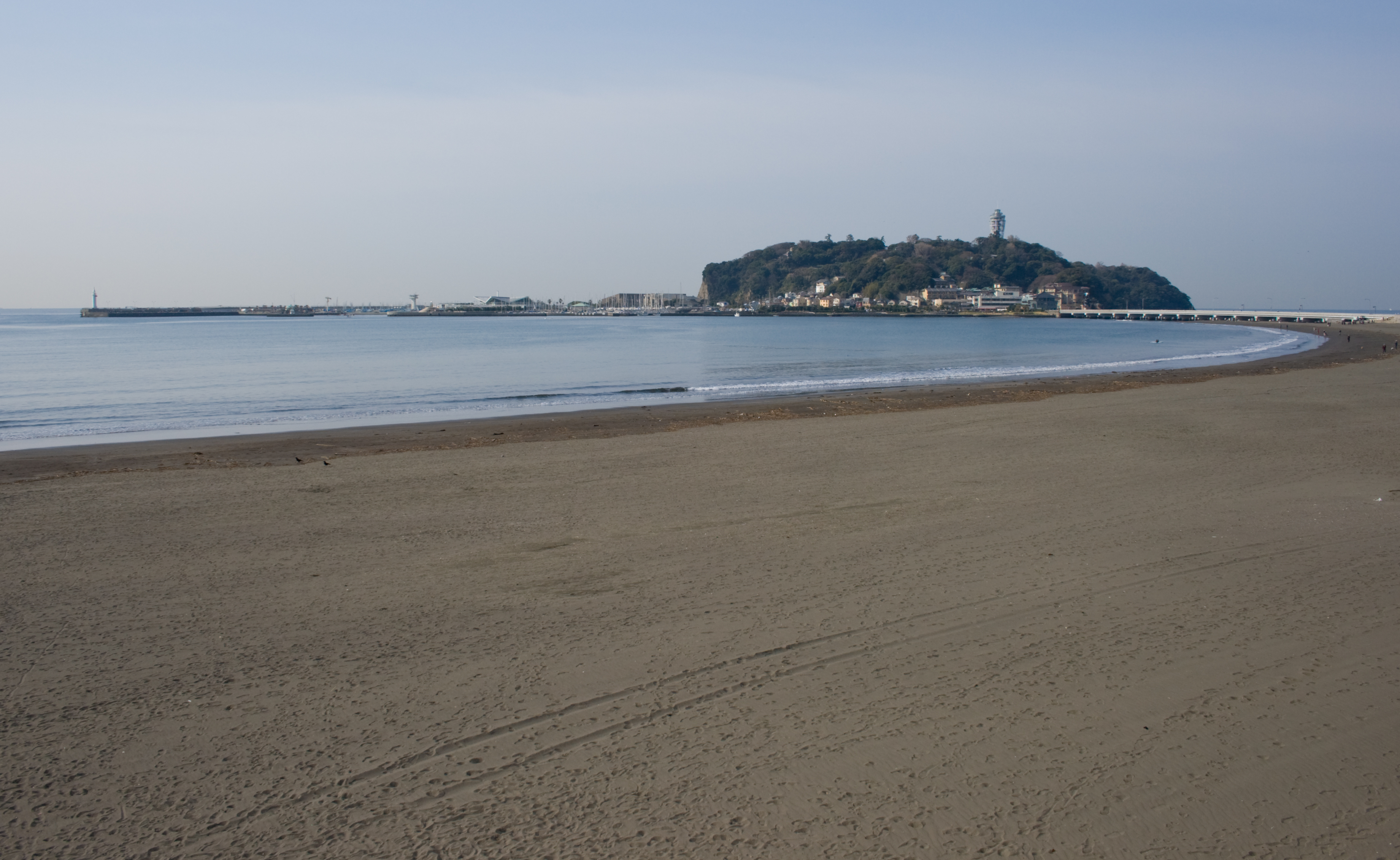
Isla de Enoshima.

Lucy vuelve a Kamakura y encuentra a Kōta, que le pide ir hasta el faro de Enoshima donde trata de convencerla para que deje de matar; no obstante, Kurama aparece y dispara a la diclonius hiriendo de gravedad al muchacho, quien interpone su cuerpo para salvarla. Forzando su poder, la joven evita que Kōta muera al detener la hemorragia sacrificando su propio cuerpo, que empieza a descomponerse. El resto de habitantes de la posada se reúne con ellos pero son atacados por las fuerzas armadas de Japón. Ante la proximidad de su muerte Lucy, la personalidad nacida de sus instintos diclonius, enloquece por el resentimiento y se dispone a destruir el mundo antes de morir con un ataque a escala planetaria. Sin embargo, las personalidades de Kaede (su naturaleza humana) y Nyu (la personalidad nacida de su amnesia) se manifiestan para proteger a Kōta y pedirle que cumpla la promesa hecha en su infancia de asesinarla cuando perdiera el control. Finalmente el gran abuso de sus poderes degrada el cuerpo de Lucy a tal punto que ella misma le suplica que termine con su sufrimiento, por lo que Kōta acaba con la vida de la diclonius.
Cuatro meses después, Kōta se recupera completamente de sus heridas y la vida de los protagonistas vuelve a la normalidad. Gracias a la vacuna de Arakawa, la población mundial está a salvo del virus diclonius. En un giro inesperado para el carácter de la historia, se descubre que varios personajes presuntamente muertos han sobrevivido, como Bando, que se reúne con Mayu en la playa de Kamakura. Anna Kakuzawa también sobrevive volviendo a su forma normal y se dispone a seguir con su vida como antes. Por otro lado, Kōta y Yuka confirman su relación. Unos diez años más tarde, Kōta, acompañado de la hija que tuvo con Yuka, Nyu, vuelve como cada año durante el festival de verano al bosque donde conoció a Kaede. En esa ocasión, su hija encuentra enterrada una nota que la diclonius le dejó el verano en que se conocieron cuando eran niños, en la que le declaraba su amor. En ese momento aparecen unas gemelas apellidadas Kaede buscándolo, insinuándose que las personalidades de Kaede y Nyu se han reencarnado.

### Divergencias entre formatos
La adaptación a anime comenzó más de un año y medio antes de que el manga hubiera sido terminado. Esto provocó notables diferencias en el argumento de ambos formatos, especialmente a partir del episodio 12 de la serie y el volumen 7 del manga. El anime ofrece un desenlace completamente diferente al del manga tras el enfrentamiento de Lucy y Mariko, en el que esta y Kurama mueren, y se deja a la interpretación del espectador la supervivencia de Lucy mediante un final abierto. En el manga, en cambio, Kurama y Lucy sobreviven a dicho encuentro y, tras varios sucesos en los restantes volúmenes, queda perfectamente clara la muerte de la diclonius, quien ruega a Kōta que acabe con ella para evitar que siga matando a más gente.
A su vez, varios personajes secundarios son omitidos en el anime, como Nozomi o Anna Kakuzawa, entre otros. Asimismo, la caja de música que reproduce la melodía de «Lilium» es un elemento exclusivo del anime, así como la referencia al poema «Elfenlied» como origen del título de la obra solo aparece en el manga.
En comparación con el manga, el anime presenta con menor profundidad la información sobre la mutación responsable de la raza de los diclonius y la motivación de las investigaciones sobre ellos, omitiendo escenas como la del profesor Kakuzawa en la que explica la condición de semi-diclonius de su familia o las de su padre en las que narra sus planes de sustitución de los seres humanos por los diclonius como especie dominante en el planeta.
Como detalle estético, en el anime todas las diclonius son representadas con el mismo color rosa de pelo, mientras que en el manga Lucy tiene el pelo rosa, Mariko, rubio, y Nana, morado oscuro. Por otro lado, el número y longitud de los vectores de cada diclonius difiere entre ambos formatos, creciendo incluso a lo largo del manga en el caso de Lucy.

## Personajes principales
- Lucy (ルーシー?) / Nyu (にゅう Nyū?) es una joven diclonius de alrededor de 18 años que fue abandonada en un orfanato al nacer.[38] En sus primeros años de vida no manifestó la tendencia homicida característica de su especie aunque, tras verse sometida a varios sucesos traumáticos durante su infancia, acabó desatando su instinto asesino y se volvió sádica y cruel. Fue capturada y encerrada en unas instalaciones de investigación cercanas a la costa de Kamakura. Al cabo de varios años logra escapar de las instalaciones, mas durante la fuga es herida en la cabeza y desarrolla una doble personalidad, Nyu.[13] Al contrario que Lucy, Nyu es inocente, dulce e inofensiva, sin saber siquiera hablar. El cambio en la personalidad dominante suele producirse al ser atacada, sustituyendo Nyu a Lucy, o al sentir la presencia de Kōta, reemplazando Lucy a Nyu. Su seiyū es Sanae Kobayashi.

- Kōta (コウタ?) es un joven de dieciocho años que se traslada a Kamakura para comenzar sus estudios en la universidad. Se le permite quedarse en una vieja posada de la familia a cambio de que la mantenga limpia y cuidada. Tiene un pasado traumático pues su padre y su hermana fueron asesinados cuando era un niño.[39] Su seiyū es Chihiro Suzuki.

- Yuka (ユカ?) es una joven de aproximadamente la misma edad que su primo Kōta, de quien está enamorada desde niña.[40] Para poder estar junto a él decide estudiar en la misma universidad. Su seiyū es Mamiko Noto.

- Mayu (マユ?) es una niña de doce años[41] (trece, en el anime) que ha huido de su hogar a causa de los abusos a los que se ha visto sometida por su padrastro y la indiferencia de su madre, que la acusa de ser una carga en la relación entre ellos. Vive en la playa con un cachorro que encontró, al que llama Wanta y considera su amigo en vez de su mascota.[41] Se alimentan de las sobras que mendiga en una panadería de la ciudad.[42] Su seiyū es Emiko Hagiwara.

- Nana (ナナ?), también conocida como Número 7,[43] es una niña silpelit de entre trece y quince años recluida desde su nacimiento en los laboratorios de investigación de Kakuzawa, para llevar a cabo experimentos de fuerza y resistencia física cercanos a la tortura. A diferencia de otros diclonius, Nana no ha manifestado un carácter homicida y sádico sino que suele ser pacífica y dulce debido, en gran medida, al cariño que le ha otorgado el director Kurama, al que considera su padre y por quien ha desarrollado una relación de afecto y dependencia. Dada la capacidad de los diclonius para detectarse entre sí, es enviada a Kamakura para encontrar a Lucy tras su fuga. Su seiyū es Yuki Matsuoka.

## Contenido de la obra

### Manga
El manga de Elfen Lied, creado por Lynn Okamoto, fue publicado entre junio de 2002 y agosto de 2005 en la revista semanal japonesa Young Jump. Pocos meses después de su aparición, la editorial Shūeisha empezó a distribuirlo en tankōbon, quedando finalmente estructurado en 12 volúmenes con 107 capítulos en total.
Según el autor, Elfen Lied fue concebido originalmente como un manga de un par de volúmenes, aunque la aceptación obtenida por parte del público permitió extender notablemente la longitud de la historieta frente a sus expectativas iniciales.
A lo largo de los tres años que duró la publicación del manga se observa una evolución en el estilo de dibujo de Lynn Okamoto. En sus propias palabras, los primeros volúmenes están dibujados con un «estilo torpe e infantil», que llegaría a resultarle desagradable tras mejorar sus aptitudes, pese a «haber puesto todo su esfuerzo en dibujarlos».
Para 2008, no se habían concedido licencias para la traducción oficial de dicho manga al inglés; en cambio, otras editoriales como Tokyopop Germany, Ever Glory Publishing Co., Ltd. o Grupo Editorial Vid, obtuvieron los derechos para su edición en Alemania, China y México, respectivamente. En 2012 el manga fue licenciado en España por la Editorial Ivrea. En la tabla adjunta se muestran datos de las recopilaciones japonesa, mexicana y española del manga.
| Volumen | ISBN               | Fecha de publicación en Japón | Fecha de publicación en México | Fecha de publicación en España | Capítulos |
| ------- | ------------------ | ----------------------------- | ------------------------------ | ------------------------------ | --------- |
| 01      | ISBN 4-08-876358-0 | Octubre de 2002               | Julio de 2007                  | Abril de 2012                  | 01 - 07   |
| 02      | ISBN 4-08-876379-3 | Diciembre de 2002             | Agosto de 2007                 | Junio de 2012                  | 08 - 17   |
| 03      | ISBN 4-08-876406-4 | Febrero de 2003               | Septiembre de 2007             | Julio de 2012                  | 18 - 27   |
| 04      | ISBN 4-08-876446-3 | Mayo de 2003                  | Octubre de 2007                | Agosto de 2012                 | 28 - 38   |
| 05      | ISBN 4-08-876477-3 | Agosto de 2003                | Noviembre de 2007              | Septiembre de 2012             | 39 - 48   |
| 06      | ISBN 4-08-876513-3 | Noviembre de 2003             | Diciembre de 2007              | Octubre de 2012                | 49 - 60   |
| 07      | ISBN 4-08-876579-6 | Marzo de 2004                 | Enero de 2008                  | Noviembre de 2012              | 61 - 71   |
| 08      | ISBN 4-08-876638-5 | Julio de 2004                 | Enero de 2008                  | Diciembre de 2012              | 72 - 75   |
| 09      | ISBN 4-08-876696-2 | Octubre de 2004               | Febrero de 2008                | Enero de 2013                  | 76 - 82   |
| 10      | ISBN 4-08-876764-0 | Marzo de 2005                 | Marzo de 2008                  | Febrero de 2013                | 83 - 87   |
| 11      | ISBN 4-08-876838-8 | Agosto de 2005                | Abril de 2008                  | Marzo de 2013                  | 88 - 97   |
| 12      | ISBN 4-08-876884-1 | Noviembre de 2005             | Mayo de 2008                   | Abril de 2013                  | 98 - 107  |

#### Material adicional
En los volúmenes del manga también se incluyen seis trabajos de Okamoto como capítulos especiales. Las cuatro primeras historietas son one shots no relacionados con la trama de los diclonius. La quinta, dedicada a Nozomi, es un gaiden que aporta información de trasfondo al personaje. La última es un fanservice ambientado dentro de la trama principal pero que no sigue el canon de la historia. A continuación, se describe con mayor detalle cada una de ellas:
- MOL, incluida en el primer volumen.[50][51] Narra la historia de un joven apático que vive en una pequeña ciudad donde se ubica un laboratorio de investigación. Su vida cambia cuando encuentra en su casa a una joven del tamaño de una muñeca que ha escapado del laboratorio, donde era sometida a crueles pruebas.
- Digitópolis (デジトポリス?), incluida en el segundo volumen.[52][53] Trata sobre una temeraria integrante de una unidad de operaciones especiales dedicada a la desactivación de explosivos. De niña sobrevivió a un atentado con coche bomba donde perdió a sus padres, motivo por el cual eligió ese trabajo.
- Memoria (メモリア?), incluida en el tercer volumen.[54][55] Narra la historia de un joven que compra una muñeca sexual que cobra vida cuando los padres de una chica consienten en aplicarle la eutanasia, luego de doce años sufriendo una parálisis completa. Tras un par de días juntos, la muñeca vuelve a quedar inanimada, descubriéndose que su vitalidad estaba relacionada con el deseo de la chica por volver a ver al joven, pues se habían conocido y enamorado durante su infancia.
- Elfen Lied (エルフェンリート?), incluida en el quinto volumen.[56][57] Trata sobre un niño y una niña pianistas que se conocen durante el Concurso Internacional de Piano Frédéric Chopin. Tras la competición, ella decide convertirse en violinista, al ver que nunca podría superarle, y acuerdan que cuando crezcan formarán el mejor dúo de violín y piano del mundo.
- Otro futuro feliz (もうひとつのしあわせな未来?), incluida en el octavo volumen.[58][59] Este relato está relacionado con la trama principal. En él se explica la afición de Nozomi por el canto y el rechazo de su padre a que se dedique profesionalmente a ello, lo que provoca su mudanza a la posada junto con el resto de protagonistas para poder estudiar y practicar antes del examen de acceso a una escuela de canto.
- El sake, ¿se bebe o te bebe? (酒は呑むほう呑まれるほう??), incluida en el octavo volumen.[60][59] En este relato aparecen como protagonistas los personajes principales de Elfen Lied, pero no sigue la línea argumental del resto de la obra. En él, los habitantes de la posada beben demasiado sake y se emborrachan. Mayu y Nana se duermen, tras lo que Nyu y Yuka se desinhiben con Kōta en un fanservice de carácter sexual. La diversión se ve interrumpida cuando la personalidad de Nyu es sustituida por Lucy, que se muestra bastante enfadada, terminando la historia abruptamente con un cliffhanger.

### Anime
El anime de Elfen Lied, dirigido por Mamoru Kanbe, animado por ARMS y producido por las compañías japonesas GENCO y VAP, consta de trece episodios de unos veinticinco minutos cada uno. Del primero al undécimo se sigue el canon de los seis primeros volúmenes del manga, adaptando buena parte de los sucesos acaecidos en los sesenta capítulos que los conforman. Los dos últimos episodios divergen de la historieta, ofreciendo un final alternativo para la serie.
Elfen Lied fue emitido en Japón por la cadena de televisión AT-X entre el 25 de julio y el 17 de octubre de 2004. ADV Films, la distribuidora oficial en Estados Unidos, anunció este anime como uno de sus «mejores superventas» y «más notables lanzamientos» del 2005.
En 2005 se lanzó una OVA de veinticuatro minutos ambientada entre los episodios décimo y undécimo, por lo que se la ha considerado el episodio 10,5. Fue incluida como episodio especial (特別編 Tokubetsu hen?) en el séptimo y último DVD de la colección, sin haber sido emitida previamente en televisión. En ella se profundiza en algunos aspectos de la serie, como la relación entre Nyu y Nana o la captura de Lucy cuando era una niña, aunque no avanza en el argumento posterior al último episodio.
En España, Elfen Lied ha sido emitido por Buzz, canal retransmitido en varias plataformas digitales de pago. La primera emisión del anime comenzó el 6 de junio de 2005, siendo posteriormente repetido en varias ocasiones, dada la buena acogida del público. La última emisión en Buzz se produjo el 14 de febrero de 2007. Otras cadenas que la han transmitido son MCM Belgique (Bélgica), The Anime Network (Canadá y Estados Unidos), Virgin 17 (Francia), Propeller TV (Reino Unido), 2x2 (Rusia) o Animax (Sudáfrica). Por otra parte, ha sido distribuida por empresas como ADV Films (Alemania, Estados Unidos y Reino Unido), Kazé (Francia y Países Bajos), Madman Entertainment (Australia) o MC Entertaintment (Rusia).
El 26 de septiembre del 2012, el Twitter oficial de la Weekly Young Jump anunció para diciembre del mismo año una remasterización HD en Blu-Ray Disc con los trece episodios de la serie y su OVA. Esta nueva edición fue lanzada el 19 de diciembre con un manga original de Okamoto.
El 17 de enero de 2017, Crunchyroll terminó de publicarla con audio tanto original como español, excepto para España.

#### Episodios
En la siguiente tabla se listan los episodios del anime, indicando su título en alemán (como aparece al comienzo de cada episodio), su traducción al español, su rōmaji y kanji correspondiente, y la fecha de emisión en Japón.
| #                   | Título | Estreno                  |
| ------------------- | --- | ------------------------ |
| 01                  | «Begegnung (El encuentro)» «Kaikō» (邂逅) | 25 de julio de 2004      |
| 02                  | «Vernichtung (Exterminio)» «Sōtō» (掃討) | 1 de agosto de 2004      |
| 03                  | «Im Innersten (Dentro del corazón)» «Kyōri» (胸裡) | 8 de agosto de 2004      |
| 04                  | «Aufeinandertreffen (Colisión)» «Shokugeki» (触撃) | 15 de agosto de 2004     |
| 05                  | «Empfang (La recepción)» «Rakushō» (落掌) | 22 de agosto de 2004     |
| 06                  | «Herzenswärme (Corazones en llamas)» «Chūjō» (衷情) | 29 de agosto de 2004     |
| 07                  | «Zufällige Begegnung (Confrontación)» «Saikai» (際会) | 5 de septiembre de 2004  |
| 08                  | «Beginn (El principio)» «Kōshi» (嚆矢) | 12 de septiembre de 2004 |
| 09                  | «Schöne Erinnerung (Reminiscencia)» «Tsuioku» (追憶) | 19 de septiembre de 2004 |
| 10                  | «Säugling (El bebé)» «Eiji» (嬰児) | 26 de septiembre de 2004 |
| 11                  | «Vermischung (Confusión)» «Sakusō» (錯綜) | 3 de octubre de 2004     |
| 12                  | «Taumeln (El descenso)» «Deinei» (泥濘) | 10 de octubre de 2004    |
| 13                  | «Erleuchtung (La luz)» «Fugen» (不還) | 17 de octubre de 2004    |
| OVA (Episodio 10.5) | «Regenschauer (Como una lluvia pasajera)» «Tōriame ni te arui wa, shōjo wa ikani shi te sono shinjō ni itatta ka?» (通り雨にて 或いは、少女はいかにしてその心情に至ったか?) | 21 de abril de 2005      |

#### Producción
| Director                          | Mamoru Kanbe                                   |
| Composición y guion               | Takao Yoshioka                                 |
| Producción                        | Kazuaki Morijiri Manabu Tamura Osamu Koshinaka |
| Dirección artística               | Akira Ito Kiyoshi Ito                          |
| Diseño artístico                  | Tomoyuki Aoki                                  |
| Animación y diseño de personajes  | Seiji Kishimoto                                |
| Diseño mecánico                   | Hiroyuki Ogawa Hiroyuki Taiga                  |
| Diseño del color                  | Ryota Nakada                                   |
| Edición                           | Takeshi Seyama                                 |
| Planificación                     | Man Ooshima Mitsuru Ohshima Taro Maki          |
| Dirección de sonido               | Katsunori Shimizu                              |
| Efectos de sonido                 | Mutsuhiro Nishimura                            |
| Grabación                         | Norio Nishizawa Megumi Kato                    |
| Música                            | Kayo Konishi Yukio Kondō                       |
| Interpretación de temas musicales | Kumiko Noma (opening) Chieko Kawabe (ending)   |

Mamoru Kanbe fue recomendado para la dirección de la serie por el guionista y encargado de la composición visual Takao Yoshioka, quien consideraba que el estilo moé de Kanbe sería ideal para adaptar el manga a una serie de anime. En un principio, Kanbe se mostró reacio a unirse a la producción de la serie aunque se interesó en el proyecto tras leer el manga de Okamoto, todavía en publicación por aquel entonces.
Kanbe pensó que «sobre todo, era una historia de amor que podría llevar a cabo de una forma que al espectador se le saltaran las lágrimas». Así, a lo largo de toda la serie intentó proporcionar un marcado contraste de emociones, utilizando la violencia como uno de los principales elementos de transición. El escenario de Kamakura, según el equipo de producción, era ideal para desarrollar el conmovedor y reflexivo drama, dado que su tranquilidad y geografía constituían un telón de fondo perfecto para la profunda e incluso espeluznante trama de la serie.

#### Recepción
Elfen Lied ha sido elogiado por la calidad de su argumento y la excelencia técnica de su producción, animación y color. No obstante, dadas las diversas escenas de desnudos y gore, también ha obtenido críticas que lo consideran «tosco y demasiado evidente» o «penoso y forzado» en ciertos momentos; por ejemplo, la crudeza de los primeros minutos del primer episodio provocaron bastante controversia tras su lanzamiento. En conjunto, buena parte de los episodios están sembrados de elementos de horror y fanservice, bajo la forma de violencia desmedida, desnudos esporádicos e insinuaciones sexuales.
Aunque cuentan con actores de voz experimentados, como Mamiko Noto y Kira Vincent-Davis, las versiones en japonés, inglés y español han sido criticadas por no tener un doblaje a la altura de la historia. También se le ha reprochado su final abrupto y difuso, que puede llegar a dejar insatisfecho al espectador.
A pesar de todo ello, los críticos occidentales también describen la serie como «un espectáculo genuinamente bueno», «una serie de horror de mérito excepcional», «ciertamente memorable», o, «un anime muy especial, considerando tanto las buenas como las malas partes». Los miembros de Anime News Network han calificado la serie con una puntuación de 8,39 sobre 10 con más de 4700 votos, situándola en el puesto 68 de su clasificación de mejores animes. En los premios AnimeReactor Community Awards de 2004 fue declarado como el anime con «mejor combinación de opening y ending» (Best OP/ED-Combination), «mejor personaje femenino» (Best Female Character) por Lucy/Nyu, «mejor drama» (Best Drama), «mejor fanservice / ecchi» (Best Fanservice / Ecchi) y «mejor thriller» (Best Thriller / Mystery / Horror). A su vez, en los premios American Anime Awards de 2007 fue nominado a «mejor serie corta» (Best Short Series), aunque finalmente fue FLCL quien se llevó el galardón.
La difusión de Elfen Lied ha originado diversas manifestaciones de fanart y fanfiction. Entre ellas ha trascendido el webcómic Nana's Everyday Life de Daniel Kim; esta parodia, completa o parcialmente traducida a más de diez idiomas, tiene a Nana como protagonista y narra una historia alternativa sobre su desdichada vida. A pesar de estar presentado en clave de humor, muestra escenas de especial crudeza que lo convierten en inapropiado para un público menor de edad.

#### Banda sonora
La banda sonora original de Elfen Lied fue lanzada el 21 de octubre de 2004 en formato CD, siendo incluida en una edición limitada del primer DVD de la serie. Compuesta por Kayo Konishi y Yukio Kondō, tiene una duración de unos cuarenta minutos distribuidos en quince temas:
1. «Lilium ~ opening version ~»
2. «Katsubō» (渇望?)
3. «Shinkai» (深海?)
4. «Hanayō» (花容?)
5. «Senkō» (閃光?)
6. «Yōran» (揺籃?)
7. «Jōzai» (浄罪?)
8. «Rin'ne» (輪廻?)
9. «Yakusoku» (約束?)
10. «Hakuri» (剥離?)
11. «Kokū» (虚空?)
12. «Yōkō» (陽光?)
13. «Neji» (螺旋?)
14. «Ametsuyu» (雨露?)
15. «Lilium ~ saint version ~»

##### «Lilium»
«Lilium» es el tema que suena durante las secuencias de opening, al comienzo de cada episodio del anime. Los autores replicaron varios pasajes bíblicos e himnos religiosos para componer la letra, en latín, consiguiendo un estilo semejante al canto gregoriano.
A continuación, se muestra la composición y el origen de la letra de «Lilium», así como su traducción al español:
| Os iusti meditabitur sapientiam,                         | La boca del justo meditará la sabiduría,                   |
| et lingua eius loquetur iudicium (...)                   | y su lengua dará un juicio (...)                           |
|                                                          | «Os iusti»                                                 |
|                                                          |                                                            |
| Beatus vir qui suffert tentationem,                      | Dichoso el hombre que soporta la tentación,                |
| quoniam cum probatus fuerit accipiet coronam vitae (...) | pues tras ser probado, recibirá la corona de la vida (...) |
|                                                          | «Epístola de Santiago»                                     |
|                                                          |                                                            |
| Kyrie, ignis divine, (...) eleison                       | Señor, Fuego Divino, (...) ten piedad                      |
|                                                          | «Kyrie, fons bonitatis»                                    |
|                                                          |                                                            |
| O, quam sancta, quam serena,                             | Oh, cuán santa, cuán serena,                               |
| quam benigna, quam amoena (...)                          | cuán benevolente, cuán hermosa, (...)                      |
| O, castitatis lilium (...)                               | Oh, lirio de castidad (...)                                |
|                                                          | «Ave mundi spes Maria»                                     |
|                                                          |                                                            |

La mayor parte de la música incidental de la serie se basa en variaciones sobre este tema con distintas instrumentaciones; se grabaron diversas versiones, como la de opening (interpretada por la soprano Kumiko Noma, con acompañamiento de cuerdas y piano), saint (interpretada por un coro de voces masculinas, el Griffin Chorus) o la versión instrumental de la caja de música de Kōta.

##### «Be your girl»
«Be your girl» es el tema que suena durante las secuencias de ending, al final de cada episodio del anime. Este sencillo de estilo J-Pop, interpretado por Chieko Kawabe, ofrece un claro contraste con el horror y el drama predominantes en la serie, siendo habitualmente considerado como un reflejo de la relación entre Nyu y Kōta, a pesar de que el equipo de producción no se haya pronunciado al respecto. Lanzada el 28 de abril de 2004, esta canción supuso el debut de Kawabe y alcanzó el puesto 67 en la lista de éxitos de Oricon, donde permaneció durante tres semanas.

## Temática y estilo
En la página oficial de Elfen Lied el director del anime, Mamoru Kanbe, hace unos comentarios de los que se desprende su intención de plantear una reflexión sobre la tendencia de los humanos a dividirse y excluirse según sus diferencias, así como la creencia de que las atrocidades cometidas por Lucy durante la historia están considerablemente influenciadas por la forma en que la gente la trata durante su infancia. Frecuentemente, se ahonda en cómo se define la personalidad humana a raíz de los sucesos vividos y el tratamiento recibido por la persona, los problemas derivados de la discriminación y los marcados contrastes entre la compasión y la venganza de los seres humanos. En el enfrentamiento entre los diclonius y los humanos se presenta el concepto de genocidio y la purificación de las razas, pues ambas pretenden ser la única que prevalezca mediante el exterminio de la otra. Kanbe relacionó esto con la tendencia de los humanos a la segregación. Al final de cada episodio del anime, durante el teaser que presenta el siguiente, una voz en off expone buena parte de los temas tratados.
A lo largo de la historia se observa una elevada cantidad de desnudos, gore, y violencia física y psicológica. Destaca el contraste entre la «humanidad» de los diclonius frente a la crueldad de la mayor parte de los humanos mostrados. Un crítico describió la historia como «centrada en el aspecto más oscuro e insensible de la naturaleza humana»,
debido a las varias muestras de sadismo, violencia gratuita, experimentación amoral y, por supuesto, asesinatos.
Elfen Lied no es fácilmente categorizable en un único género, pues contiene elementos de terror, comedia, drama, romance, acción, ciencia ficción y suspenso. Está dirigido a un público adulto ya que aparece una gran cantidad de violencia y muertes dantescas, desnudos femeninos e, incluso, tortura y violación, dando como resultado una temática no apta para menores. En el argumento se entremezclan varios tonos y géneros diferentes, llegando a ser descrito como una «mezcla de cantidades insanas de violencia con una fuerte dosis de ultra-ternura», al intentar equilibrar la oscuridad de la trama principal con tramas secundarias románticas y momentos cómicos. Elfen Lied ha sido comparada con Chobits, 3×3 Ojos y Gunslinger Girl, de los que toma elementos prestados como el comportamiento de los diclonius o el diseño y la personalidad de Lucy/Nyu.

### Arqueología y biología

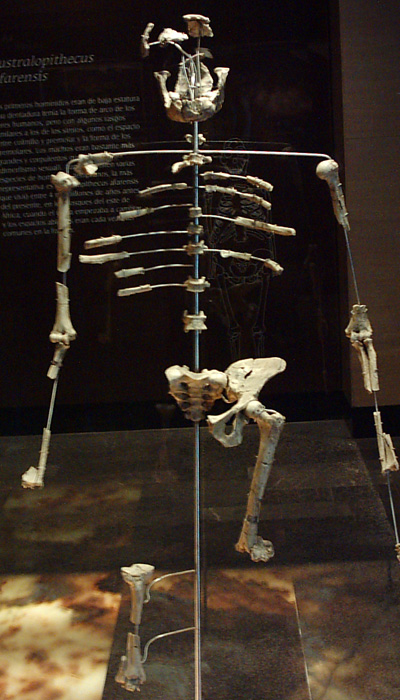
Esqueleto de Lucy en el Museo Nacional de Antropología de México.

### Geografía

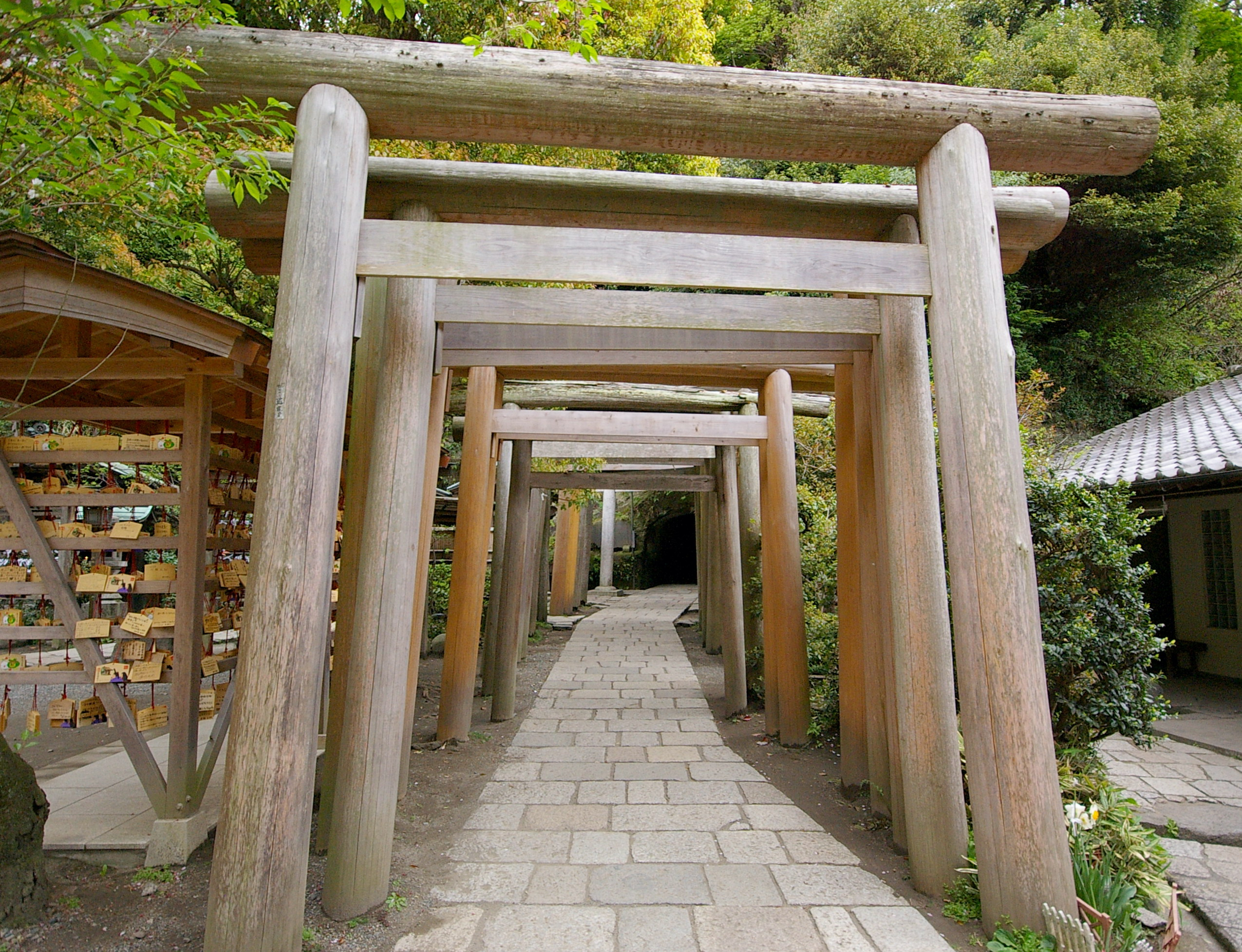
Entrada a Zeniarai Benzaiten.
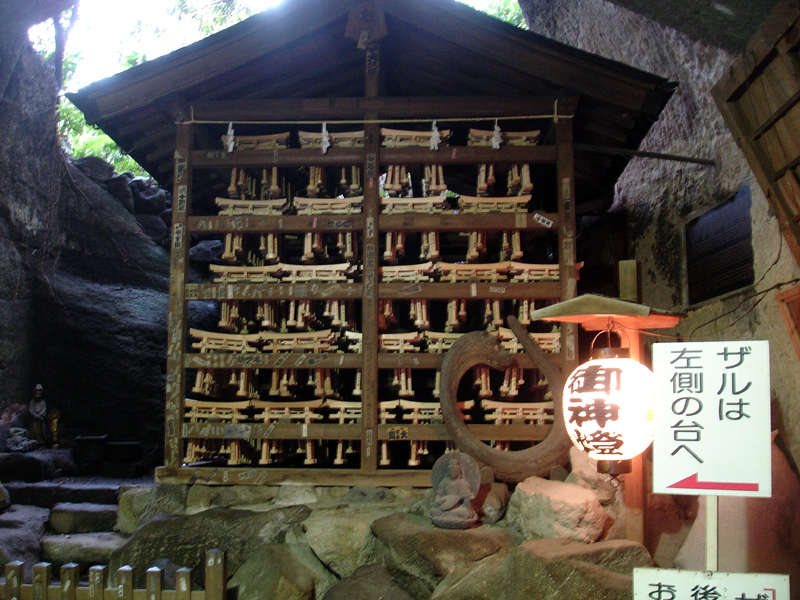
Interior de Zeniarai Benzaiten.
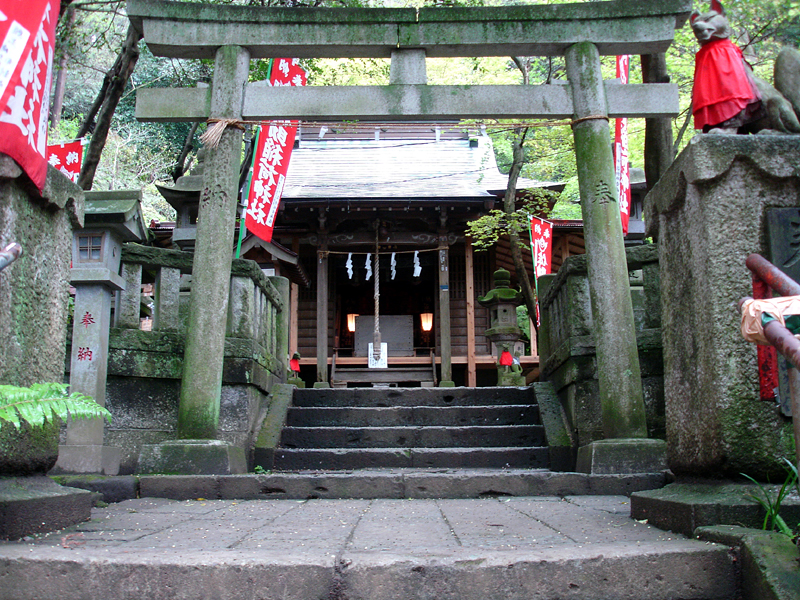
Entrada a Sasuke Inari.
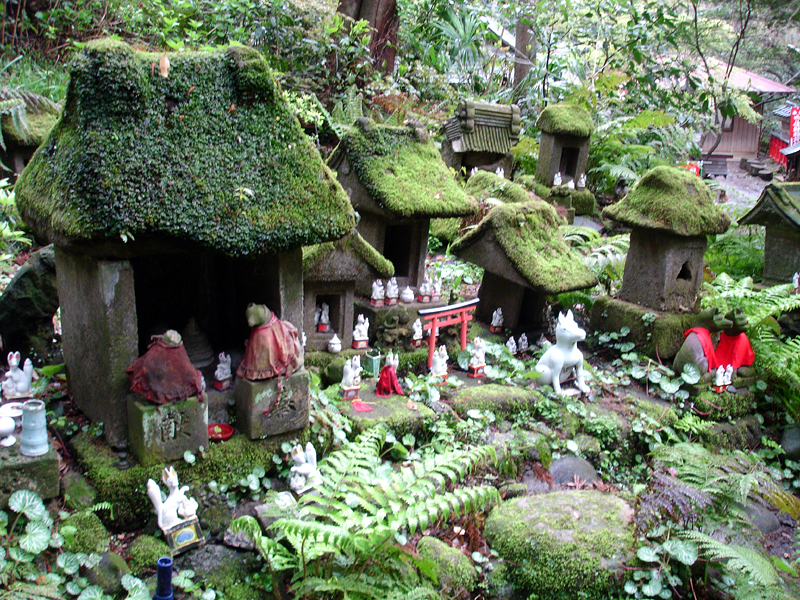
Ornamentos en el exterior de Sasuke Inari.

### Arte

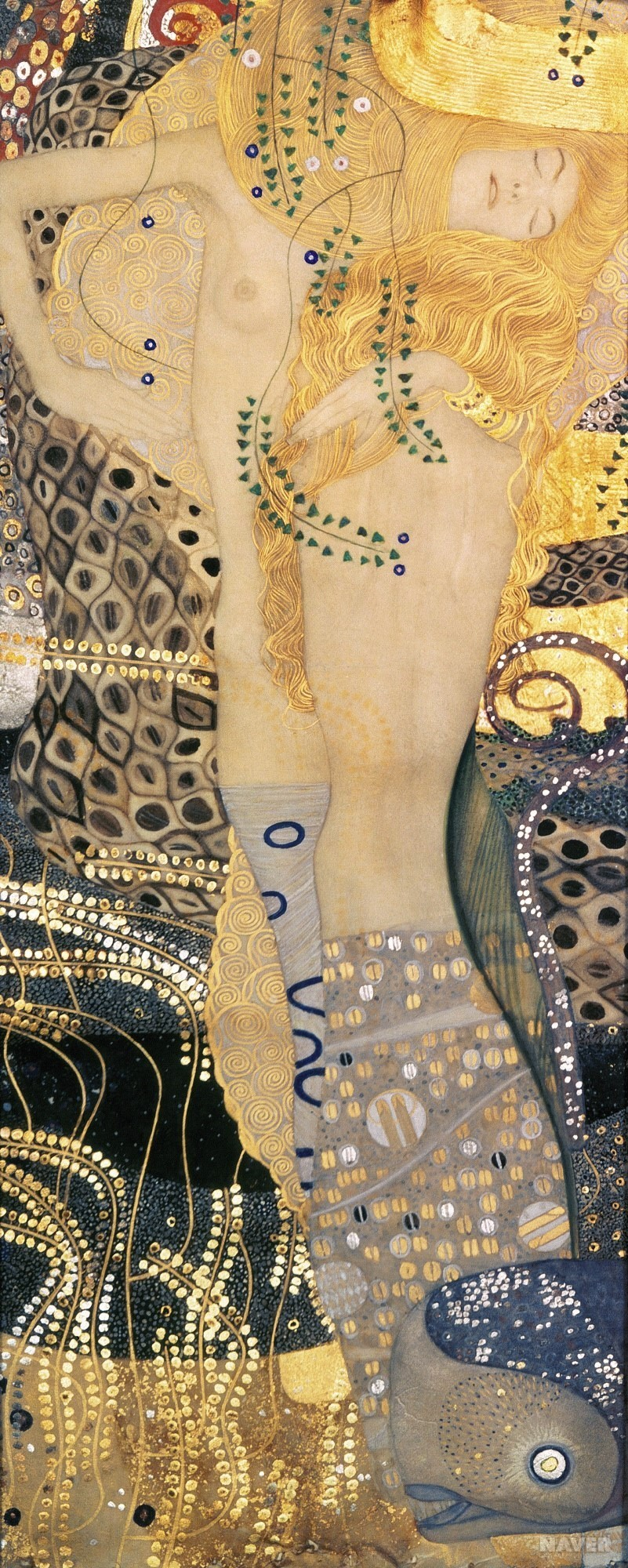
Serpientes acuáticas I (1904-1907)
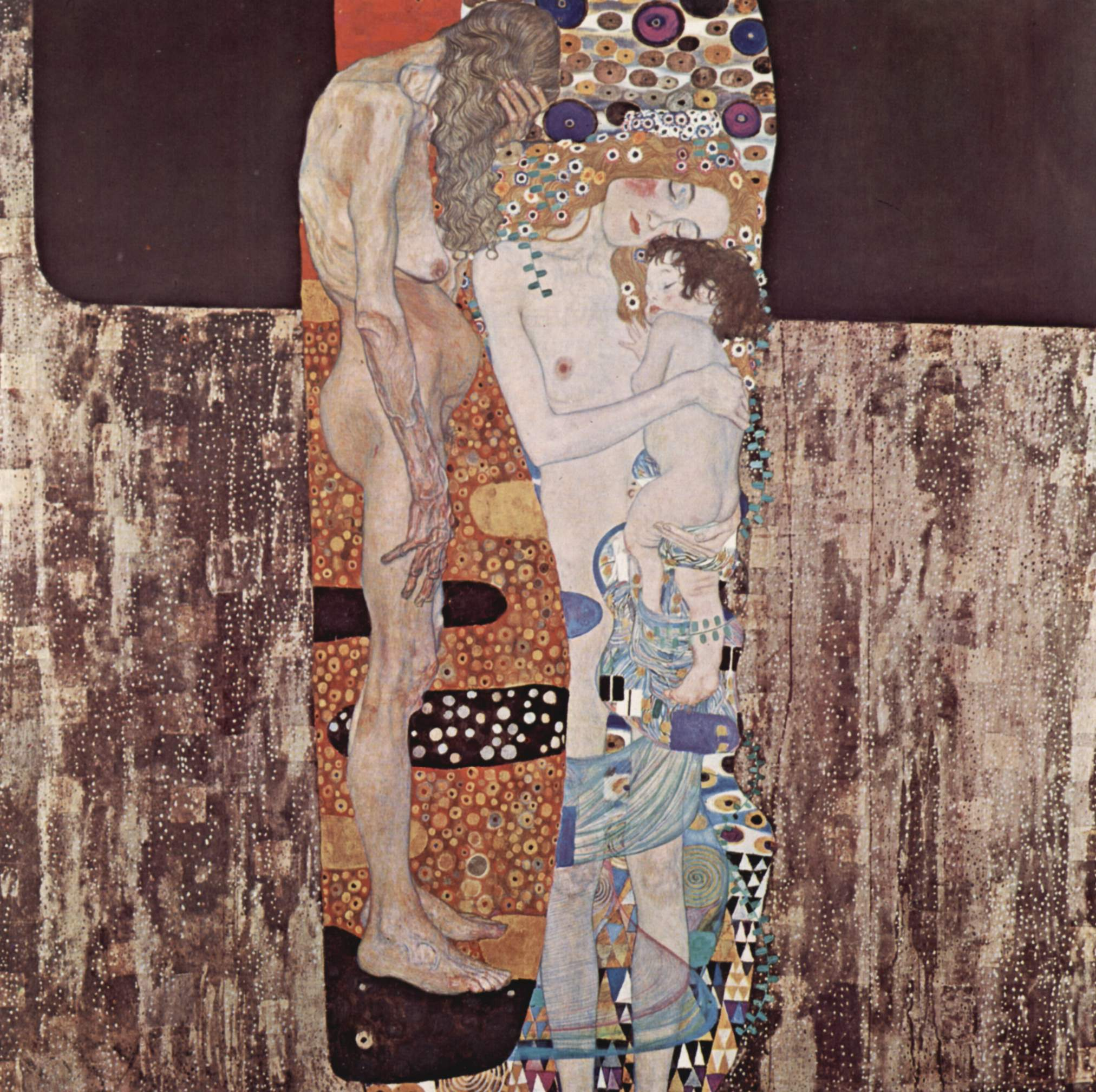
Las tres edades de la mujer (1905)
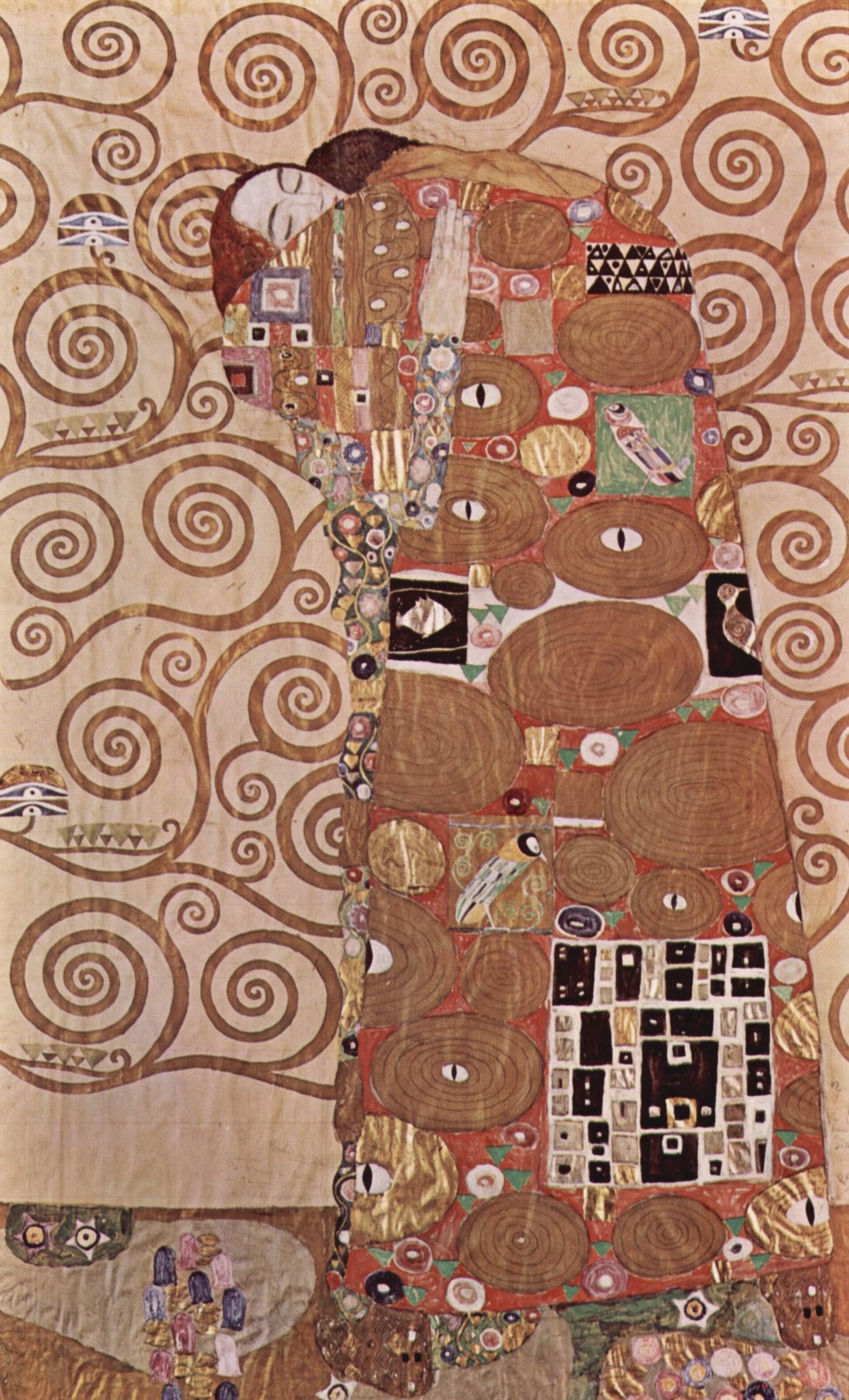
La satisfacción (1905-1909)
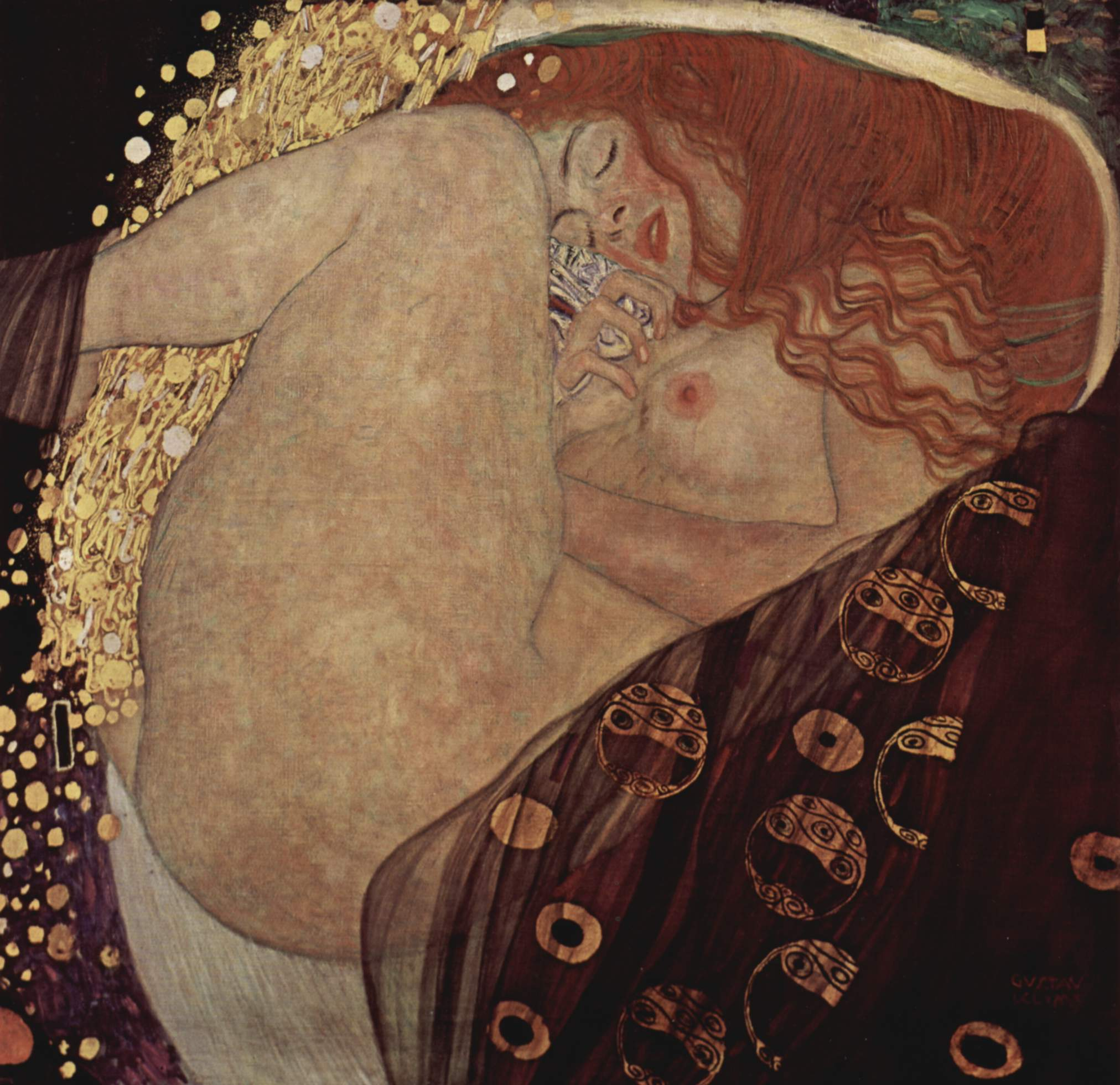
Danae (1907)
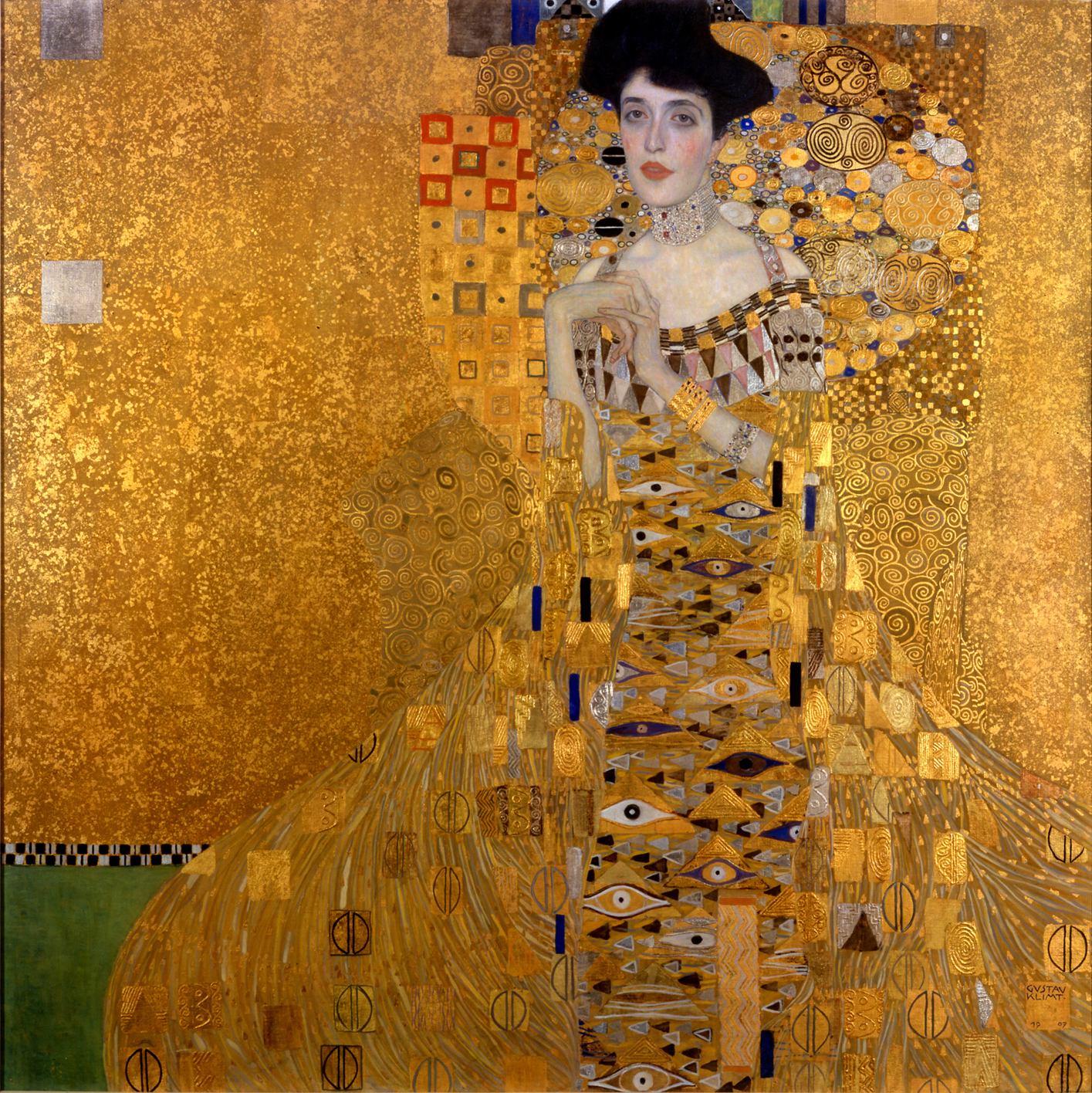
Retrato de Adele Bloch-Bauer I (1907)
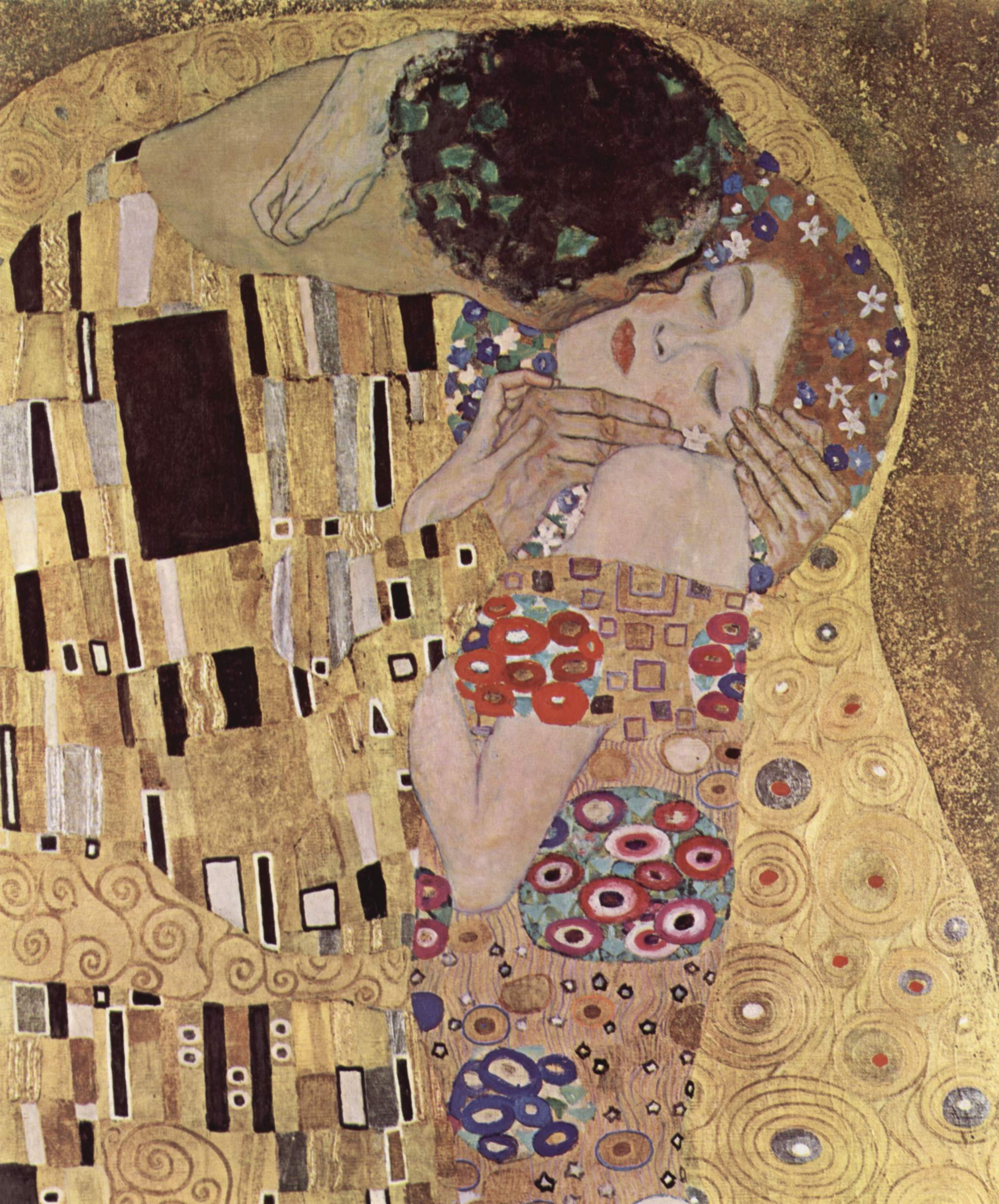
El beso (1907-1908)
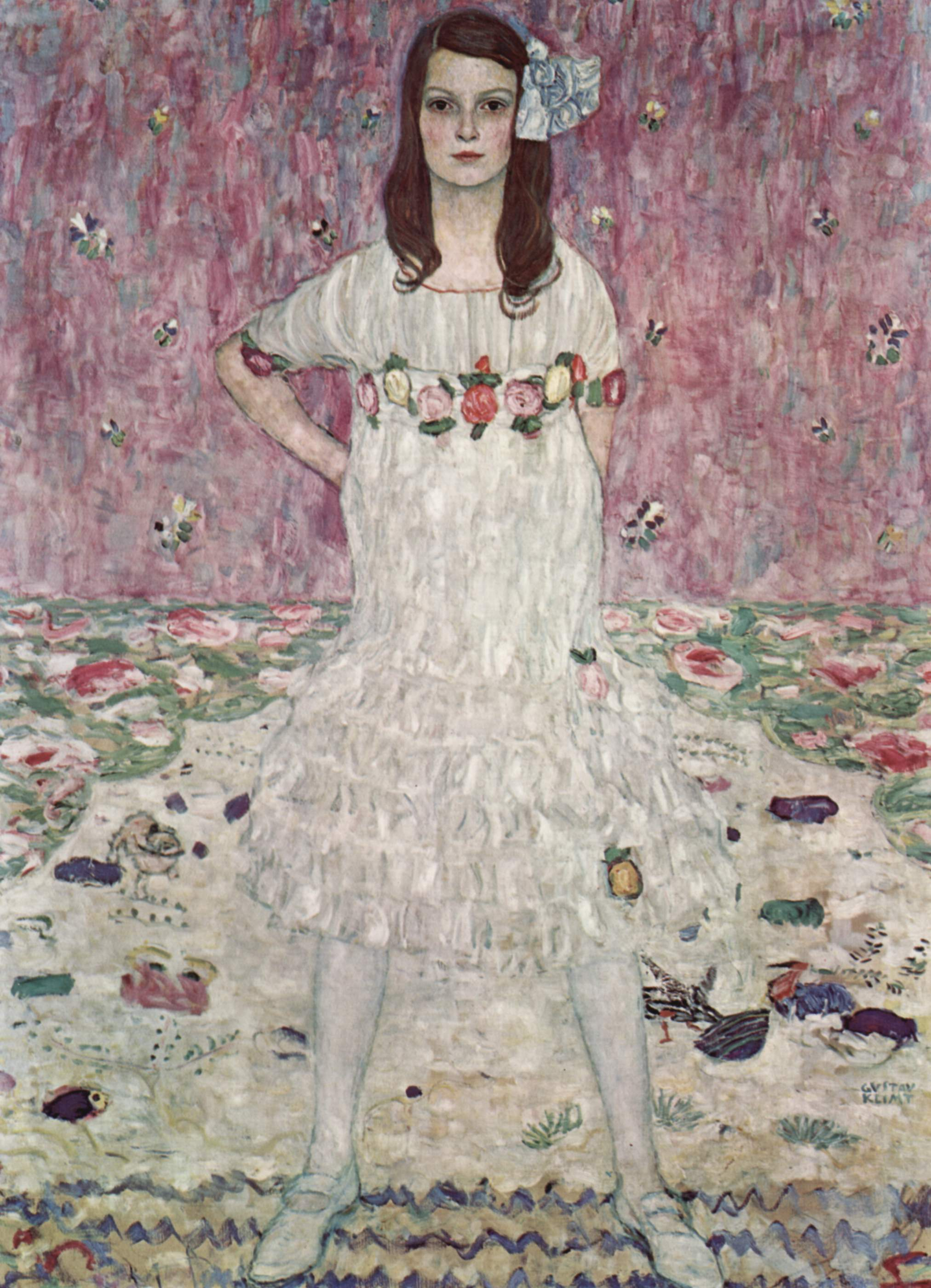
Retrato de Mäda Primavesi (1912)
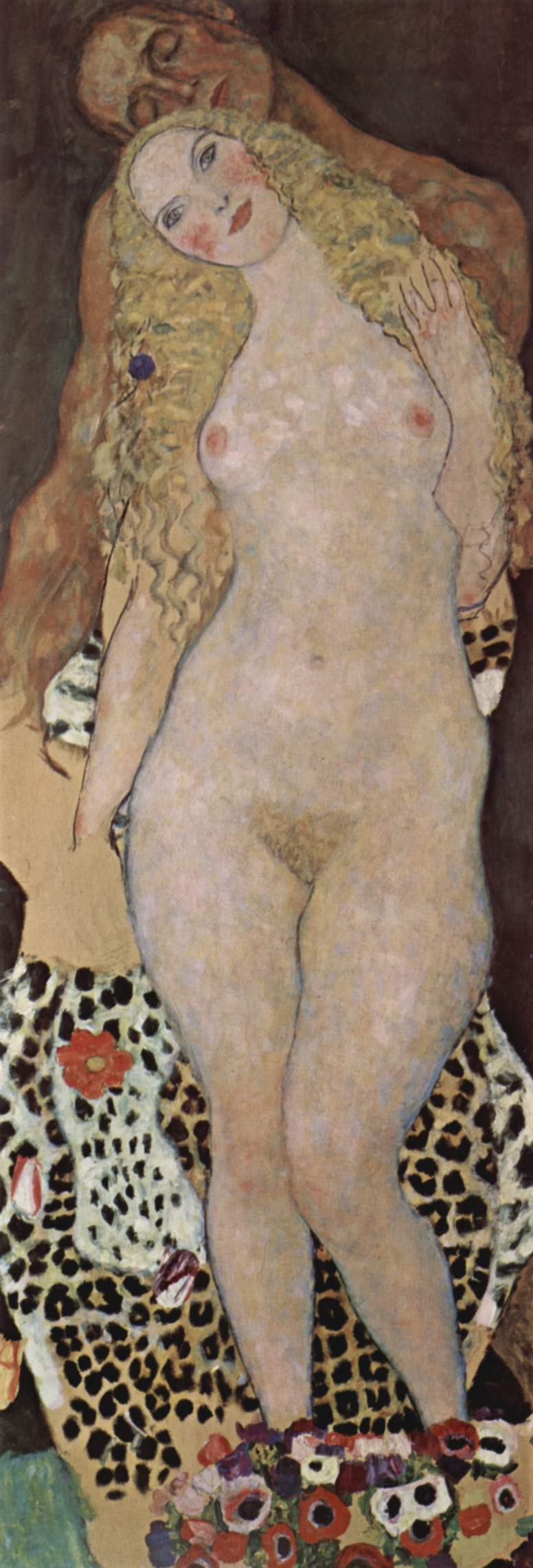
Adán y Eva (1917-1918)